# پس از جنگ (فیلم)
بعد از جنگ (به فرانسوی: Après la guerre) فیلمی در ژانر درام به کارگردانی آناریتا زامبرانو است که در سال ۲۰۱۷ منتشر خواهد شد. این فیلم برای رقابت در بخش نوعی نگاه هفتادمین جشنواره فیلم کن انتخاب شده است.

## بازیگران
- باربورا بوبولوا